# Želimir Altarac Čičak
Želimir Altarac Čičak (Sarajevo, 21. kolovoza 1947. – Sarajevo, 26. ožujka 2021.), jedan je od najznačajnijih i najutjecajnijih kreatora bosanskohercegovačke i sarajevske glazbene pozornice, pionir disk-džokejstva, urednik i voditelj mnogih popularnih radijskih i televizijskih emisija, promotor i organizator velikih rock spektakala, publicist i animator rock kulture, inicijator mnogih glazbenih manifestacija koje su postale tradicionalne

## Životopis
Želimir Altarac Čičak još se kao srednjoškolac Prve gimnazije u Sarajevu od 1961. do 1965. istaknuo kao organizator koncerata, kulturno zabavnih programa te kao jedan od urednika gimnazijskog lista "Polet" u kojemu je objavljivao svoje pjesme i novele. 
Kao gimnazijalac organizirao je programe i bio najbolji voditelj koncerata "in live".
 U drugoj polovici šezdesetih godina, osim svojih aktivnosti voditelja i organizatora, često je nastupao na večerima poezije govoreći svoje stihove po studentskim domovima i domovima culture, gdje je stekao brojnu publiku. Bili su to Čičkovi glazbeno-poetski performansi na kojima bi kao gosti njegove stihove govorili Etela Pardo i Branko Ličen, tada studenti Pozorišne akademije, dok je za glazbenu pratnju na orguljama bio zadužen Ranko Rihtman.
Krajem šezdesetih i početkom sedamdesetih u podrumu studentskog doma "Mladen Stojanović" djelovao je i prvi underground club u Sarajevu "Barutana". U kratkoj povijesti tu su svirali mnogi, ali "Barutana" je zapamćena po programima koje je vodio Čičak i to pod nazivom "Čičak plus Čičak", gdje su zajedno nastupali Ž. A. Čičak i grupa "Čičak", a koji je već tada stekao epitet najboljeg disk-džokeja ex-Jugoslavije, a "Barutana" bila mjesto gdje su se mogla čuti najaktualnija svjetska glazbena ostvarenja trendovskog i progresivnog avangardnog žanra. 
Suradnja sa sarajevskim pop-rock grupama rezultirala je posve novim glazbenim izrazom. U suradnji s grupom "Kodexi" snimljene su tri pjesme, tri hita ove grupe. Napisao je stihove za skladbu Eduarda Bogeljića "Lutalica", ali je i autor prepjeva za melodije "Voljeti nekog" - The Bee Gees i "Pekareva pjesma" - The Small Faces. Sve tri su, a posebno treća, zabilježile visoke plasmane na "Top-hit listi slušalaca Radio-Sarajeva".Ipak, najuspješniju suradnju ostvaruje s grupom Indexi, odnosno s gitaristom i skladateljem Slobodanom Bodom A. Kovačevićem.
Uradio je tekstove za neke od ključnih pjesama Indexa, kao što su "Negdje na kraju u zatišju"  i "Svijet u kome živim". Pjesmu "Negdje na kraju u zatišju" napisao je 1965. godine i bila je objavljena u "Poletu", listu Prve gimnazije, a tek u suradnji s gitaristom i skladateljem Slobodanom Bodom A. Kovačevićem, kasnije biva uglazbljena u istoimenu, gotovo dvanaestminutnu skladbu, s recitativom na početku i kraju, a stihove je govorio Branko Ličen, tada student Pozorišne akademije. Pjesma "Negdje na kraju u zatišju" snimljena je u listopadu 1969. i time je bila potpuno razbijena dotadašnja shema već klasičnih formi trominutnih skladbi i popularnih hitova. Bez obzira na duljinu trajanja, ova rock poema bila je proglašena za najslušaniju, i bila je hit 1970., na Radio Sarajevu. Također, Indexima je napisao stihove za njihovu antologijsku i na koncertima najviše izvođenu "Svijet u kome živim" (domaći hit '71.), "Povratak Jacka Trbosjeka i ostalog zla" (objavljenu na njihovu povijesnom prvom maxi singlu listopada 1972.). Pjesma “Svijet u kome živim” je najviše puta snimljena u izvođenju drugih grupa i izvođača raznolikih muzičkih žanrova kao: Teška industrija, Konvoj, Branimir Štulić Johnny, Gruhak,Krug, The Evolution, Texas Flood…

### Vrijeme afirmacije: DJ, novinar, promotor
Želimir Altarac Čičak je sa svojom putujućom diskotekom obilazio mnoge gradove u bivšoj SFRJ. Posebno se zadržavao u Istri, gdje je gostovao u Vrsaru, Poreču, Umagu, Puli i Rovinju. Na međunarodnom takmičenju DJ-a održanom u Rovinju 1972. godine osvojio je prvo mjesto u konkurenciji predstavnika iz Italije, Holandije, Švicarske, Austrije i Njemačke.

Kao DJ i voditelj glazbenih emisija prvi put se oglašava 1974. godine na Radio-Sarajevu ("Pop Orion"), a zatim slijede emisije "Pažnja, na ploči dinamit", "Balade u sjenci solitera" i "Razigrane elektronike". Pokretanjem noćnog programa Radio-Sarajeva 1981. godine, uređivao je i vodio emisiju "Diskoteka u pola dva". Nakon toga slijedi zasigurno njegova najpopularnija emisija "Šarada akustika" (koja se emitirala subotom 16:30-18:00) . To je u pravom smislu riječi bila hit emisija u kojoj su se mogla čuti sva aktualna zbivanja sa svjetske i domaće glazbene scene, ali i klasika rocka. Emisija je bila slušana od Kopra do Skoplja, što najbolje potvrđuju stotine pisama koja su stizala na njegovu adresu.
Ipak, on nije mogao bez putovanja. Brojna gostovanja njegove diskoteke pod nazivom "Top Rock Disco Show", diljem ex-YU posijala su za sobom novinske naslove u stilu "Čičak obara rekorde", "Čičak to radi najbolje", "Samo jedan je Čičak"...
"Od 1977. do 1982. Čičak subotom i nedjeljom u sarajevskoj "Slozi" predstavlja nove rock sastave. Kao gosti njegovog šou programa, u prepunoj dvorani, uvijek pred više od tisuću posjetitelja, a što je i maksimum ovoga klupskog prostora, kalila se jedna nova generacija sarajevske pop-rock škole, predstavljajući se prvim autorskim radovima i izvođačkim umijećem. Sa svojih dvadeset minuta, kao šampioni svoje ulice, gimnazije, mjesne zajednice, nastupali su mlađani bendovi Žaoka, Flota, Top, Kako kad, Mali princ, Rock apoteka, Tina, Ozbiljno pitanje, Linija života, Posljednji autobus, Lucifer, Velika porodica... Iz tih početničkih sastava izniknuli su kasnije Zabranjeno pušenje, Elvis J. Kurtovich, Plavi orkestar, Crvena jabuka, Bombaj štampa,Valentino, Gino Banana te Mladen Vojičić Tifa... Bila je to nova generacija šampiona sarajevske, bosanskohercegovačke i ex: SFRJ pop rock scene”. Pored njih, svoje prve nastupe kao gosti njegovog programa su tih godina imali i bendovi koji su takodje najvaljivali svoj izlazak na scenu svojim ranim radovima :Vatreni poljubac, Divlje jagode,Film, Buldožer,Galija …
Na sarajevskoj Gradskoj predavačkoj tribini (RU "Đuro Đaković") od 1977. do 1980. godine, Ž. A. Čičak redovno organizira predavanja o razvoju svjetskog i domaćeg pop-rock stvaralaštva. Bio je tu i ciklus s temama o folk rocku, poeziji u rock glazbi, rock glazba i film, sarajevska pop-rock škola... Tu dobiva mnoge pohvale, a dvorana je uvijek prepuna. 
Kao novinar i glazbeni kritičar počinje objavljivati tekstove 1973. godine u "Našim danima", da bi kasnije surađivao sa svim listovima u Sarajevu, kao kolumnist  "VEN-a", "Večernjih novina" "Svijeta", "Oslobođenja", beogradskog "Džuboksa" i "Rocka". Svojim je napisima u mnogome doprinio afirmiranju mnogih mladih sarajevskih grupa, kao i drugih, koje su se tek borile za širu popularnost".
Dolaskom u sarajevski Dom mladih je kao urednik glazbenih programa djelovao od 1984. do 1992 godine. U tom periodu je pored koncertnih aktivnosti u velikoj “okrugloj dancing dvorani” pokrenuo i novu klupsku scenu “Muzički video art klub” (od 1986. do 1992.)  i utemeljio dvije tradicionalne glazbene manifestacije koje su se dešavale svake godine i dobivši priznanje diljem bivše SFRJ i to:  “Yu heavy metal fest" (Dom mladih od 1986. do 1991.),koji je u anketama uglednog beogradskog (čitaj: Jugoslovenskog) glazbenog magazina “Rock” bio proglašen među pet najvećih spektakala godine 1986; 1987. i 1988 godine  te  "Festival pop-rock grupa BIH - nove nade nove snage" (Dom mladih od 1984. do 1992.) Tu su svoje prve promotivne nastupe kao “nove nade nove snage” bh. pop rock scene imali Merlin, Hari Mata Hari (nastao iz benda Baobab), Konvoj, Regina, Letu štuke, Protest, Knock Out (nastao iz benda Apokalipsa), Rupa u zidu - (Damir Avdić Diplomatz) kao i mnogi drugi glazbenici koji i danas djeluju u raznim bendovima s više ili manje uspjeha. Zahvaljujući koncertnim aktivnostima svakog vikenda i rekordnom broju posjetilaca, u prosjeku od preko dvije tisuće, Dom mladih je tih godina stekao epitet kao jedan od najznačajnijih muzičkih središta bivše SFRJ. Nakon šesnaest godina, u obnovljenom sarajevskom Domu mladih ovaj festival ponovo nastavlja s aktivnošću afirmisanja mladih stvaralaca iz svih žanrova pop-rock glazbe 29. ožujka 2008 godine pod nazivom “9.Festival pop rock grupa BiH-Nove nade nove snage”, a čiji je organizator i inicijator opet bio Želimir Altarac Čičak.

### Rock maratoni:
Posebno mjesto u njegovu radu imaju "Rock maratoni", pod nazivom "Ž. A. Čičak – uz malu pomoć mojih prijatelja", koje je organizirao svakih pet godina, obilježavajući obljetnice svojega rada. U desetsatnim programima sudjelovale su vrhunske grupe, autori i izvođači iz ex-YU. Prvi se desio u sarajevskom Domu mladih 18. siječnja 1979. na kome su u prepunoj dvorani nastupili pioniri i predstavnici sarajevske pop rock škole Indexi,Vatreni poljubac,Divlje jagode, Cod, Formula 4, Jadranka Stojaković, te najmlađi predstavnici, skupine Rock apoteka, Znak sreće, Paradoks.
Drugi se desio 24. studenoga 1984. u prepunoj velikoj dvorani KSC Skenderija na kome su nastupili veterani Indexi, kao i bendovi koji su tek počeli šire promovirati svoj rad Bajaga i instruktori, U škripcu, Slomljena stakla, Elvis J. Kurtovich, Kongres, Divlje jagode, Gino banana te skupine Leb i sol, Laboratorija zvuka, Galija, Drugi način,Vatreni poljubac ,Teška industrija, Rezonansa, Formula 4.
Treći najspektakularniji, kada je oboren i rekord posjeta s jednim takvim rock spektaklom, zbio se u sarajevskoj "Zetri" 14. listopada 1989. godine. Tijekom desetsatnog programa koji je počeo u 17,00 sati i trajao do gotovo jutarnjih sati nastupili su legendarni Indexi, te Riblja čorba, Atomsko sklonište,YU grupa, Vatreni poljubac,Galija,Jura Stublić i Film ,Le Cinema,Zabranjeno pušenje,Psihomodo pop  ,Hari Mata Hari, Tifa Bend, Formula 4, Bambinosi, Rusija. Posebno treba istaći da svi sudionici ovih njegovih jubilaraca sastavljenih od šampiona i legendi pop rock glazbe pa do novih nada ex-YU glazbene scene su u znak uspješne suradnje i višegodišnjeg druženja i prijateljstva nastupali bez honorara.

### 1990-2000-te godine
Ni tijekom ratnih godina u Sarajevu Čičak ne posustaje. Organizirao je koncerte u "Slozi" te vodio mnoge glazbene emisije. Poseban je događaj bio koncert proslavljene kantautorice Joan Baez, održan u Sarajevu 14. travnja 1993. godine u dvorani kina "Imperijal". 
 Također, posebnu je pažnju izazvao njegov koncert "Give Peace A Chance"
 u okviru tradicionalne manifestacije "Sarajevska zima" iste godine, a na kojem su nastupili gotovo svi glazbenici koji su tada ostali u Sarajevu. U periodu od 1993. do 1995. na sarajevskom radiju "Zid" uređuje i vodi emisiju "Rock 'n' roll radio", a u mnogim anketama emisija je proglašena najboljom i najslušanijom tih godina, a što se desilo i s tv-emisijom "Iznad oblaka" emitiranom svakoga petka na "NTV99" 1996. i 1997 godine. Od 2006. godine svakoga petka od 16:30 do 18:00 sati još jednom potvrđuje svoje kvalitete vodeći u svom majstorskom i originalnom stilu glazbenu emisiju "Izvan vremena" na radiju Otvorena mreža – ROM i City radio, koja također već nekoliko godina u mnogim medijskim anketama biva proglašena najslušanijom u BiH.Organizator je prvog poslijeratnog povratničkog koncerta legendarnih Indexa u sarajevskom Bosanskom kulturnom centru, dvije večeri, 2. i 3. veljače 1996. godine, te koncerta "Rock No War" talijanske zvijezde Paola Bellija u "Slozi" 17. ožujka 1996., a kao promotor sudjeluje i u organizaciji najvećeg sarajevskog spektakla irskih rock zvijezda, grupe U2, održanog na Koševskom stadionu 23. rujna 1997. godine
Organizator je i promotor glazbeno športskog spektakla "Susret srca", odnosno prvog susreta reprezentacije pjevača Italije i BiH održanog 19. listopada 1998. na prepunom stadionu "Grbavica", kao i koncerta legendarne grupe Deep Purple u sarajevskoj "Zetri" 3. studenoga 2007. godine, te još jednog koncerta proslavljene kantautorice  Joan Baez u okviru tradicionalne manifestacije "Baščaršijske noći" 16. srpnja 2008. godine Bio je organizator odlazaka iz BiH na koncerte svjetskih asova koji su se dešavali u susjednim državama, o čemu je grupa "Zabranjeno pušenje" ispjevala pjesmu "S Čičkom na Stonese" na albumu "Agent tajne sile" 1999. godine.
Do 1983 godine djelovao je kao slobodni umjetnik, a od te godine do 1994. kao urednik i organizator muzičkih programa u RO omladinski centar Dom mladih Sarajevo. Od 1994. do 2007.godine djeluje u novinskoj agenciji “BIH PRESS” - kasnije Federalna novinska agencija “FENA”, kao promotor “BiH promocije”, novinar i glavni i odgovorni urednik elektronskog magazina za kulturu “BiH KULT”. Objavio je knjigu „Anitkvarnica snova“ autobiografiju/monografiju kao učesnik razvoja sarajevske, bh. i ex-SFRJ pop-rock scene od početka 60-ih pa do današnjih dana, a čija pretpromocija se desila 25. studenoga 2017. u okviru Prvog Sajma izdavača/nakladnika BiH – „Knjige u nišama“. Slijedila je i koncertna promocija ove knjige 23. prosinca u 2017. u sarajevskom "Domu mladih" pod nazivom „Druženje izvan vremena za sva vremena“ gdje su kao njegovi gosti nastupili bez honorara u znaku priznanja, neki od njegovih suradnika proteklih desetljeća. Tijekom 2018. godine promocije knjige „Anitkvarnica snova“ održane su u Zagrebu,  Beogradu, te u gradovima diljem BiH Zenici,  Mostaru i Tuzli. Za svoj rad dobitnik je mnogih priznanja.

## Nagrade
Tijekom proteklih desetljeća za svoj je rad dobio mnoga priznanja od kojih se posebno izdvajaju:
- Spomen-plaketa Grada Sarajeva (6. travnja 1980. - Grad Sarajevo)
- Medalja rada (1983. – Predsjedništvo SFRJ)
- Estradna nagrada BiH (1990. – Savez Udruženja estradnih radnika SR BiH)
- Zlatni ljiljan (1996. – Općina Centar Sarajevo)
- Davorin 2005 (Posebna nagrada za afirmaciju bh. pop-rock kulture)
- Počasni građanin Grada Sarajeva (2020. - Grada Sarajevo)

## Vanjske poveznice
- Profil na Facebooku
- Službeni kanal na YouTubeu
- Internetske stranice  Arhivirana inačica izvorne stranice od 11. srpnja 2017. (Wayback Machine)